# كورومي ماميا
كورومي ماميا (باليابانية: 間宮くるみ) (وُلدت في 10 نوفمبر) هي ممثلة أداء صوتي ياباني يابانية من ياسو في محافظة شيغا في اليابان، ومشهورة لصوتها لهامتارو.

## الأعمال

### مسلسلات أنمي
| السنة | العنوان              | الدور  |
| ----- | -------------------- | ------ |
| 2025  | خطيئة تاكوبي الأصلية | تاكوبي |

## روابط خارجية
- كورومي ماميا على موقع IMDb (الإنجليزية)
- كورومي ماميا على موقع ألو سيني (الفرنسية)
- كورومي ماميا على موقع ميوزك برينز (الإنجليزية)
- كورومي ماميا على موقع أول موفي (الإنجليزية)
- كورومي ماميا على موقع قاعدة بيانات الفيلم (الإنجليزية)
- كورومي ماميا على موقع كينوبويسك (الروسية)
- كورومي ماميا على موقع ANN person (الإنجليزية)